# Tlenek cyny
Tlenek cyny (nazwa Stocka: tlenek cyny(II)), SnO – nieorganiczny związek chemiczny z grupy tlenków amfoterycznych, w którym cyna występuje na II stopniu utlenienia. Występuje w dwóch formach – stabilnej o kolorze czarnogranatowej i czerwonej metastabilnej.
Tlenek cyny ma właściwości amfoteryczne − reaguje z silnymi kwasami dając sole cyny(II) oraz z silnymi zasadami tworząc anion Sn(OH)3−.
W temperaturze powyżej 300 °C ulega dysproporcjonowaniu na ditlenek cyny i metaliczną cynę.